# Spilosoma flavifrons
Spilosoma flavifrons är en fjärilsart som beskrevs av Rothschild 1910. Spilosoma flavifrons ingår i släktet Spilosoma och familjen björnspinnare. Inga underarter finns listade i Catalogue of Life.